# Jaworzyna Śląska (gromada 1961–1972)
Jaworzyna Śląska – dawna gromada, czyli najmniejsza jednostka podziału terytorialnego Polskiej Rzeczypospolitej Ludowej w latach 1954–1972.
Gromady, z gromadzkimi radami narodowymi (GRN) jako organami władzy najniższego stopnia na wsi, funkcjonowały od reformy reorganizującej administrację wiejską przeprowadzonej jesienią 1954 do momentu ich zniesienia z dniem 1 stycznia 1973, tym samym wypierając organizację gminną w latach 1954–1972.
Gromadę Jaworzyna Śląska z siedzibą GRN mieście Jaworzynie Śląskiej (nie wchodzącym w skład gromady) utworzono 31 grudnia 1961 w powiecie świdnickim w woj. wrocławskim z głównych części obszarów zniesionych gromad: Witków (wsie Witków, Stary Jaworów i Nowy Jaworów), Bolesławice (wsie Bolesławice, Nowice, Tomkowa, i Bagieniec) i Pastuchów (wsie Pastuchów i Piotrowice) w tymże powiecie. Dla gromady ustalono 27 członków gromadzkiej rady narodowej.
20 lutego 1962 do gromady Jaworzyna Śląska włączono wieś Milikowice ze znoszonej gromady Słotwina w tymże powiecie.
1 lipca 1968 do gromady Jaworzyna Śląska włączono wsie Czechy i Pasieczna ze zniesionej gromady Stanowice w tymże powiecie.
Gromada przetrwała do końca 1972 roku, czyli do kolejnej reformy gminnej. 1 stycznia 1973 w powiecie świdnickim reaktywowano zniesioną w 1954 roku gminę Jaworzyna Śląska.